# Loïc Bessilé
Loïc Bessilé (Toulouse, 19 februari 1999) is een Togolees-Frans voetballer die sinds 2021 uitkomt voor Sporting Charleroi.

## Clubcarrière
Bessilé startte zijn jeugdcarrière bij JST Pradettes. Na één jaar stapte hij over naar Toulouse Fontaines, waar stadsgenoot Toulouse FC hem in 2009 wegplukte. In 2019 maakte hij op twintigjarige leeftijd de overstap naar Girondins de Bordeaux. Daar maakte hij op 23 mei 2021 zijn officiële debuut in het eerste elftal: op de slotspeeldag van de Ligue 1 gaf trainer Jean-Louis Gasset hem een basisplaats tegen Stade de Reims, een wedstrijd die Bordeaux met 1-2 won.
Op 31 augustus 2021 ondertekende hij een contract voor twee seizoenen met optie op een extra jaar bij de Belgische eersteklasser Sporting Charleroi, waar hij het vertrek van Dorian Dessoleil naar Antwerp FC moest helpen opvangen.

## Clubstatistieken
| Seizoen | Club                  | Land               | Competitie      | Competitie | Competitie | Beker | Beker | Internationaal | Internationaal | Totaal | Totaal |
| Seizoen | Club                  | Land               | Competitie      | Wed.       | Dlp.       | Wed.  | Dlp.  | Wed.           | Dlp.           | Wed.   | Dlp.   |
| ------- | --------------------- | ------------------ | --------------- | ---------- | ---------- | ----- | ----- | -------------- | -------------- | ------ | ------ |
| 2020/21 | Girondins de Bordeaux | Vlag van Frankrijk | Ligue 1         | 1          | 0          | 1     | 0     | —              | —              | 2      | 0      |
| 2021/22 | Sporting Charleroi    | Vlag van België    | Eerste klasse A | 21         | 2          | 1     | 0     | —              | —              | 22     | 2      |
| 2022/23 | Sporting Charleroi    | Vlag van België    | Eerste klasse A | 12         | 1          | 1     | 0     | —              | —              | 13     | 1      |
| 2022/23 | → KAS Eupen           | Vlag van België    | Eerste klasse A | 8          | 0          | 0     | 0     | —              | —              | 8      | 0      |
| Totaal  | Totaal                | Totaal             | Totaal          | 42         | 3          | 3     | 0     | 0              | 0              | 45     | 3      |

## Interlandcarrière
Bessilé speelde tussen 2015 en 2017 zestien jeugdinterlands voor Frankrijk. Op 12 oktober 2020 maakte hij echter zijn interlanddebuut voor Togo: in de vriendschappelijke interland tegen Soedan kreeg hij meteen een basisplaats van bondscoach Claude Le Roy.
| Interlands van Loïc Bessilé          | Interlands van Loïc Bessilé          | Interlands van Loïc Bessilé          | Interlands van Loïc Bessilé          | Interlands van Loïc Bessilé          | Interlands van Loïc Bessilé          | Interlands van Loïc Bessilé          |
| No.                                  | Datum                                | Wedstrijd                            | Uitslag                              | Soort Wedstrijd                      | Doelpunten                           |                                      |
| Als speler bij Girondins de Bordeaux | Als speler bij Girondins de Bordeaux | Als speler bij Girondins de Bordeaux | Als speler bij Girondins de Bordeaux | Als speler bij Girondins de Bordeaux | Als speler bij Girondins de Bordeaux | Als speler bij Girondins de Bordeaux |
| ------------------------------------ | ------------------------------------ | ------------------------------------ | ------------------------------------ | ------------------------------------ | ------------------------------------ | ------------------------------------ |
| 1.                                   | 12 oktober 2020                      | Togo – Soedan                        | 1 – 1                                | Vriendschappelijk                    | -                                    |                                      |
| 2.                                   | 17 november 2020                     | Togo – Egypte                        | 1 – 3                                | Kwalificatie Afrika Cup 2021         | -                                    |                                      |
| 3.                                   | 8 juni 2021                          | Gambia – Togo                        | 1 – 0                                | Vriendschappelijk                    | -                                    |                                      |
| Als speler bij Sporting Charleroi    |                                      |                                      |                                      |                                      |                                      |                                      |
| 4.                                   | 24 maart 2022                        | Togo – Sierra Leone                  | 3 – 0                                | Vriendschappelijk                    | -                                    |                                      |
| 5.                                   | 24 september 2022                    | Ivoorkust – Togo                     | 2 – 1                                | Vriendschappelijk                    | -                                    |                                      |
| 6.                                   | 27 september 2022                    | Equatoriaal-Guinea – Togo            | 2 – 2                                | Vriendschappelijk                    | -                                    |                                      |
| Als speler bij KAS Eupen             |                                      |                                      |                                      |                                      |                                      |                                      |
| 7.                                   | 24 maart 2023                        | Burkina Faso – Togo                  | 1 – 0                                | Kwalificatie Afrika Cup 2023         | -                                    |                                      |
| 8.                                   | 28 maart 2023                        | Togo – Burkina Faso                  | 1 – 1                                | Kwalificatie Afrika Cup 2023         | -                                    |                                      |
| 9.                                   | 14 juni 2023                         | Togo – Lesotho                       | 2 – 0                                | Vriendschappelijk                    | -                                    |                                      |
| 10.                                  | 28 maart 2023                        | Swaziland – Togo                     | 0 – 2                                | Kwalificatie Afrika Cup 2023         | -                                    |                                      |
| Totaal                               | Totaal                               | Totaal                               | Totaal                               | Totaal                               | -                                    |                                      |

Bijgewerkt tot 3 augustus 2023
1 Patron ·
2 Bager ·
3 Knezevic ·
4 Van Cleemput ·
5 Camara ·
6 Zorgane ·
7 Mbenza ·
8 Guiagon ·
9 Dabbagh ·
10 Badji ·
12 Closset ·
13 Benbouali ·
15 Dragsnes ·
16 Koffi ·
17 Bernier ·
18 Heymans ·
19 Štulić ·
21 Andreou ·
22 Trebel ·
25 Marcq ·
26 Ilaimaharitra  ·
27 Monticelli ·
29 Rogelj ·
32 Boukamir ·
37 Dari ·
42 Lutte ·
44 Morioka ·
55 Delavallée ·
66 Ozornwafor ·
80 Sylla ·
98 Petris ·
Coach: De Mil